# Harriot Hunt

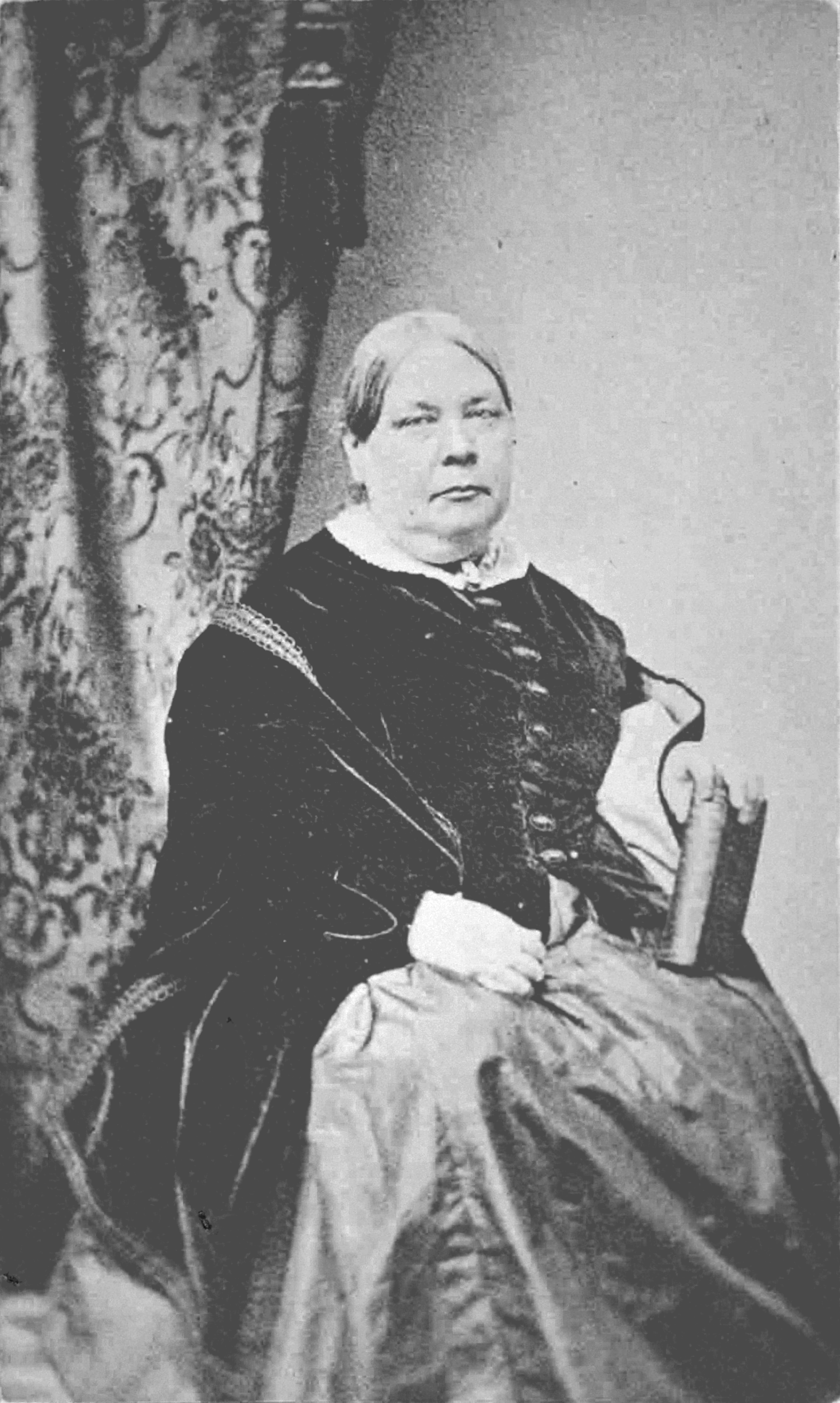
Harriot Hunt

Harriot Kezia Hunt (Boston, 9 november 1805 - aldaar, 2 januari 1875) was een Amerikaanse arts en voorvechtster voor vrouwenrechten. Ze behaalde als een van de eerste vrouwen in de Verenigde Staten een diploma als arts.
Hunt oefende jarenlang zonder diploma een medische praktijk uit. Geïnspireerd door het voorbeeld van Elizabeth Blackwell probeerde ze in 1847 zich in te schrijven aan de medische faculteit van Harvard, maar haar aanvraag werd tot twee keer toe afgewezen. Dit gebeurde onder meer na protest van mannelijke studenten. Hunt kreeg in 1853 alsnog haar artsendiploma van de Female Medical College in Philadelphia. Ze werd hoogleraar verloskunde aan de universiteit van Rochester. Ze bleef ijveren opdat vrouwen zouden toegelaten worden tot de medische faculteiten in de Verenigde Staten.